# قائمة منتديات الإنترنت
منتدى الإنترنت، أو لوحة الرسائل، هو موقع مناقشة عبر الإنترنت حيث يمكن للأشخاص إجراء محادثات في شكل رسائل منشورة.
تعمل المنتديات كمواقع مركزية للمناقشة الموضوعية. تنسيق المنتدى مشتق من نظام لوحة البيانات ويوزنت. اجتمعت مجتمعات منتديات الإنترنت الأكثر شهرة وأهمية حول مواضيع تتراوح من الطب إلى التكنولوجيا والمهن والهوايات.
تعد المنتديات عنصرًا من عناصر تقنيات الوسائط الاجتماعية التي تتخذ العديد من الأشكال المختلفة بما في ذلك المدونات وشبكات الأعمال والشبكات الاجتماعية للمؤسسات والمنتديات والمدونات الصغيرة ومشاركة الصور ومراجعة المنتجات / الخدمات والربط الاجتماعي والألعاب الاجتماعية والشبكات الاجتماعية ومشاركة الفيديو والعوالم الافتراضية. 

## 0–9
- 2 قناة (2 ち ゃ ん ね る) [4]
- 2 قناة (2 قناة. sc)
- فورتشان
- 6بارك
- 8كان (لانهائي تشان)

## أ
- ايليريا
- ايلرلنسر. نت
- أنترلنترهيستوري. كوم
- آرس تكنيكا[5][6][7][8]
- أي ار 55.كوم
- أي تي ار ال

## ب
- بايدو طيبة
- بنود. كي
- بود بوي بلدينك. كوم
- بي اب دي. كون
- بلاك هات وورلد
- بوتكونتك

## س
- Carder.su
- ستي داتا (بيانات المدينة)
- مراوح
- سرية الكلية
- كريجزليست[9]

## د
- Dark0de [10]
- مترو الانفاق الديمقراطي
- ديغ (سابقًا)
- ديجيتال سباي
- ديسكاس
- DSLReports

## أي
- سهل الحلفاء
- إكشي سوزلوك
- Eevblog (المنتدى + مقاطع فيديو يوتيوب المرتبطة)
- الاكيري
- إيفر نوت
- عالم eBaum

## ف
- Fanfiction.net
- فارك
- فليكر
- منتدى الفلاش باك
- فلاير توك
- فوك!
- المنتدى
- ستيفان مولينو
- قناة فوتابا

## جي
- غايا أونلاين
- غيم فاكس
- غيم سبوت
- GTPlanet

## ه
- HackBB
- هيلثبوردز
- الخلية
- هوت كوبر
- المحور

## آي
- آي جي إن

## ج
- جوملا

## ك
- كاسكوس
- مزارع الكيوي
- كرستاريكا

## إل
- أسئلة لينكس.أورج
- الأدب
- Lowyat.net
- شائعات ماك
- ماك توك أستراليا
- ميس إي
- Milnet.ca
- MindVox
- ميني كليب
- ميديام
- MoneySavingExpert.com
- موزيلازين
- مومسنت[11]

## ن
- نيرالاند
- الاسم
- نيشن ستيتس
- NeoGAF
- نيووين
- نيوجراوندس
- نكسوبيا
- تعديل Nexus
- NikeTalk

## بي
- باندلر
- PbNation
- بي أتش بي بي.بي
- رؤوس مكبس
- شبكة إشاعات الطيارين المحترفين

## كيو
- كورا

## ر
- RedFlagDeals
- ريديت
- إعادة تعيين
- Romhacking.net
- السوق الروسي المجهول

## س
- سمثنغ أوفول
- ناطحة سحاب المدينة
- ناطحات السحاب
- ShadowCrew [12]
- شيردوغ
- سلاش دوت
- سمثنغ أوفول
- ستاك أوفرفلو
- ستيم
- أمام العاصفة
- شبكة الطالب دكتور
- حافة الطالب
- غرفة الطالب
- Suomi24
- سبيد رن
- سبوركل

## تي
- منتدى تبليسي
- تيكس أجس
- فريق السائل
- تك نت
- نادي تيانيا[13]
- توبكس (موقع الكتروني)
- منتدى تور Carding
- توست
- تومس
- تريب أدفيسور
- تمبلر
- اثنين زائد اثنين

## يو
- منتديات أوبونتو
- القيثارة النهائية
- حضري 75

## في
- في بوليتين
- ألواح نباتية
- فوات

## دبليو
- واتباد
- الرابط المكتبي للأرض بأكملها (The WELL)
- Whirlpool.net.au
- واوهيد
- كوكب خاطئ

## إكس
- مطوري إكس دي أي

## ي
- ياهو! مجموعات (منحل)
- YCombinator